# Broadway qui danse
Pour les articles homonymes, voir Broadway Melody.
Pour plus de détails, voir Fiche technique et Distribution.
Broadway qui danse (Broadway Melody of 1940) est un film musical américain de Norman Taurog, sorti en 1940.

## Synopsis
Johnny et King doivent se contenter d’un show quelconque depuis près de 5 ans, jusqu’à ce que Johnny soit découvert par un producteur. Mais à la suite d'un quiproquo, c’est King qui obtient le contrat.

## Fiche technique
- Titre original : Broadway Melody of 1940
- Titre français : Broadway qui danse
- Réalisation : Norman Taurog
- Scénario : Leon Gordon et George Oppenheimer d'après une histoire de Jack McGowan et Dore Schary
- Photographie : Oliver T. Marsh et Joseph Ruttenberg
- Montage : Blanche Sewell
- Direction artistique : John S. Detlie et Cedric Gibbons
- Costumes : Adrian et Valles
- Musique : Roger Edens, Cole Porter et Walter Ruick
  - Chansons : Cole Porter
  - Arrangements musicaux : George Bassman, Murray Cutter, Roger Edens et Wally Heglin
  - Direction musicale : Alfred Newman
- Chorégraphie : Bobby Connolly et Albertina Rasch
- Production : Jack Cummings
- Société de production : Metro-Goldwyn-Mayer
- Pays d'origine :  États-Unis
- Format : Noir et blanc - 1,37:1 - Son mono (Western Electric Sound System)
- Genre : Film musical et comédie
- Langue : Anglais
- Durée : 101 minutes
- Dates de sortie : 
  - États-Unis : 9 février 1940
  - France : 28 avril 1948
- Affiches : Boris Grinsson, Roger Soubie (France)

## Distribution
- Fred Astaire : Johnny Brett
- Eleanor Powell : Clare Bennett
- George Murphy : King Shaw
- Frank Morgan : Bob Casey
- Ian Hunter : Bert C. Matthews
- Florence Rice : Amy Blake
- Lynne Carver : Emmy Lou Lee
- Ann Morriss : Pearl Delonge
- Trixie Firschke : Juggler

Acteurs non crédités :
- Barbara Jo Allen : Miss Konk
- Gladys Blake : Miss Martin
- Paul E. Burns : Un serveur
- George Chandler : Mr. Jones
- Joseph Crehan : Le directeur de la salle de bal
- Jean Del Val : Le serveur italien
- E. Alyn Warren : « Pop »

## À noter
- Le film reprend le principe de la revue étrenné par Broadway Melody en 1929.